# Palestina, Tapalapa
Palestina är en ort i Mexiko.   Den ligger i kommunen Tapalapa och delstaten Chiapas, i den sydöstra delen av landet, 700 km öster om huvudstaden Mexico City. Palestina ligger 1 295 meter över havet och antalet invånare är 144.
Terrängen runt Palestina är kuperad åt sydost, men åt nordväst är den bergig. Runt Palestina är det ganska tätbefolkat, med 104 invånare per kvadratkilometer. Närmaste större samhälle är Tapilula, 11,6 km öster om Palestina. I omgivningarna runt Palestina växer i huvudsak städsegrön lövskog.